# Hội chứng sợ rắn

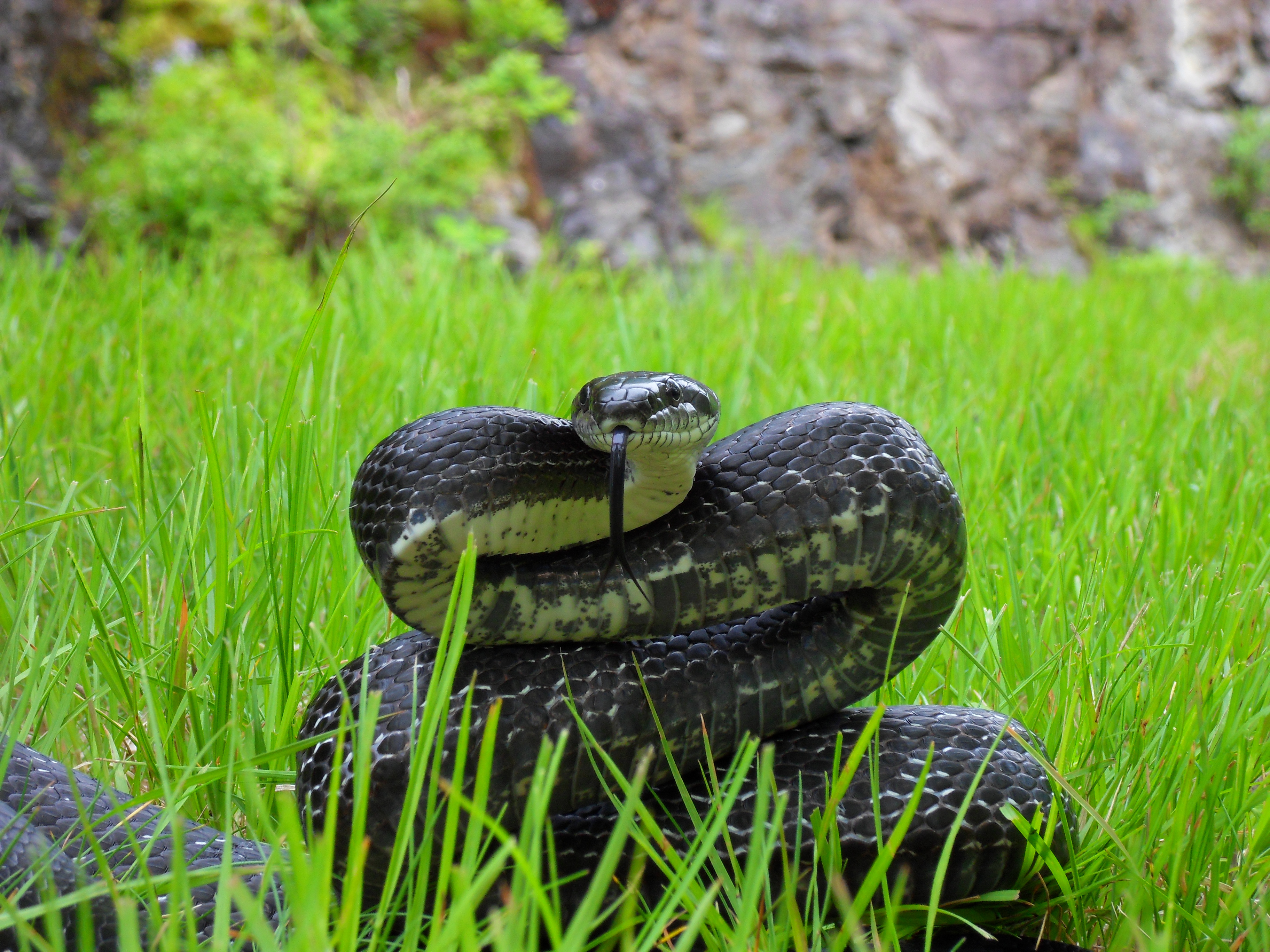
Nhiều người sợ khi trông thấy rắn

Hội chứng sợ rắn hay nỗi sợ rắn (tiếng Anh: ophidiophobia) là một hội chứng tâm lý của con người có đặc trưng là nỗi ám ảnh về các loài rắn. Đây là một thuật ngữ có nguồn gốc từ tiếng Hy Lạp cổ đại, gồm từ "ophis" (ὄφις) có nghĩa là rắn và "phobia" (φοβία) có nghĩa là nỗi sợ. Từ nỗi sợ mang tính nguyên thủy này, con người đã thần thánh hóa loài rắn với tục thờ rắn từ thời cổ đại.

## Đại cương
Có đến một phần ba nhân loại mang trong mình nỗi sợ hãi những con rắn. Nếu bị nhiễm hội chứng sợ rắn ở mức độ nhẹ, thì chỉ cảm thấy hoảng hốt khi thấy những con rắn lớn hoặc rắn độc. Nhưng nếu nhiễm hội chứng ở mức nặng, bệnh nhân có thể sợ cả rắn không độc và rắn nhỏ. Sợ rắn là dạng phổ biến nhất của hội chứng sợ động vật bò sát. Nỗi sợ rắn là một trong những hội chứng mang tính tiến hóa, hình thành từ tổ tiên của con người để tăng khả năng sống sót trong môi trường hoang dã. Tuy nhiên, giả thuyết này không thể giải thích tại sao sợ rắn là hội chứng tương đối phổ biến, trong khi rất ít người sợ những con vật khác cũng rất nguy hiểm như hổ hay cá sấu. 

## Biểu hiện
Chẩn đoán hội chứng sợ rắn có thể là việc khó, bởi các triệu chứng khá đa dạng. Nếu nhiễm hội chứng sợ rắn ở mức độ nhẹ thì chỉ cảm thấy hoảng hốt khi thấy những con rắn lớn hoặc rắn độc. Nhưng nếu nhiễm hội chứng ở mức nặng, nạn nhân có thể sợ cả những con rắn không độc và rắn nhỏ. Thậm chí nhiều người còn không dám nhìn hình ảnh rắn trên ảnh hoặc tivi. Triệu chứng của hội chứng sợ rắn có thể bao gồm run, khóc, bỏ chạy, khó thở, tim đập nhanh khi thấy rắn.
Cần phân biệt giữa hội chứng sợ động vật bò sát và sợ rắn. Nếu sợ cả thằn lằn, rồng Komado, cá sấu, có nghĩa là nạn nhân bị mắc hội chứng sợ động vật bò sát. Tác động của hội chứng sợ rắn có thể diễn biến âm thầm. Theo thời gian, có thể sẽ sợ cả những thứ không liên quan tới rắn như những cửa hàng bán vật cảnh, vườn thú, khu bảo tồn thiên nhiên. Thậm chí có thể sợ cả những loài động vật bò sát khác. 

## Chẩn đoán

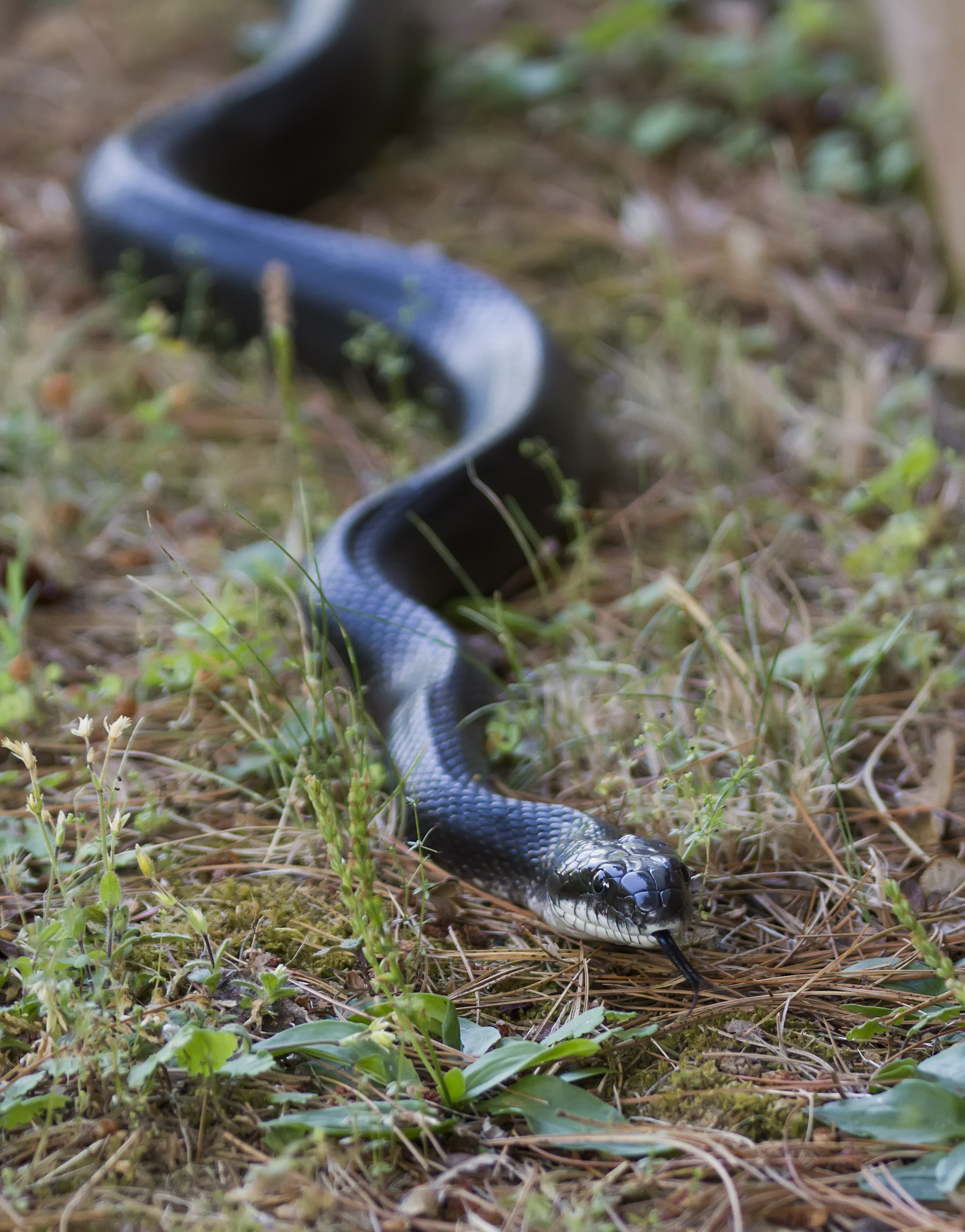
Nhiều người thấy sợ khi gặp rắn, với ý niệm một con vật da nhầy nhớt và có thể xuất hiện bất kỳ lúc nào

Cảm giác sợ hãi hay bất an khi gặp động vật mà hiếm khi thấy là điều hết sức bình thường. Nếu chưa từng chạm vào một con rắn, có thể sẽ nghĩ rằng chúng sở hữu làn da nhầy nhớt, hoặc một con trăn có thể xiết nghẹt mình. Những nỗi sợ hãi như thế khá phổ biến và có thể xua đuổi chúng bằng cách tích lũy thêm kinh nghiệm cá nhân về rắn. Tuy nhiên, những triệu chứng được liệt kê ở trên không tương xứng với cảm giác sợ hãi thông thường và nó cho thấy nỗi ám ảnh thực sự.
Ngoài ra còn nhiều chuyện hoang đường về rắn. Chẳng hạn như những lời lưu truyền về những con mãng xà, ác xà, độc xà, những con rắn hổ mang khổng lồ hay những quan niệm cho rằng loài rắn có khả năng thôi miên bằng ánh mắt long sòng sọc của con mãng xà, hay những con trăn lớn một khi nó đã nhìn thấy người nào thì kẻ xấu số chỉ có nắm phần chết vì chúng sẽ lần theo dấu vết con mồi một cách âm thầm lặng lẽ, ngày ngày qua ngày khác. Đây là nỗi sợ mang tính bản năng xuất phát từ tổ tiên linh trưởng của loài người vốn là con mồi của các loài rắn lớn.

## Điều trị
Những chuyên gia về sức khỏe thần kinh có những liệu pháp và khả năng xua đuổi nỗi sợ rắn. Điều trị Những liệu pháp điều trị hội chứng sợ rắn phổ biến nhất dựa trên những kỹ thuật trị liệu tâm lý–hành vi. Chuyên gia sẽ khuyến khích người sợ rắn nói về nỗi sợ hãi của họ, sau đó dạy họ những thông điệp để trấn áp nỗi sợ. Một số bác sĩ tâm lý điều trị bằng cách để bạn tiếp xúc với rắn một cách tự nhiên, bắt đầu từ những bức ảnh cho tới việc tiếp xúc trực tiếp với rắn trong môi trường mà rắn không thể gây hại cho bạn. Thôi miên là liệu pháp mà chuyên gia có thể áp dụng để giúp cảm thấy thoải mái khi gặp rắn.